# Distretto di Gangcheng
Il distretto di Gangcheng (钢城区S, Gāngchéng QūP) è un distretto della Cina, situato nella provincia dello Shandong e amministrato dalla prefettura di Laiwu.